# Панджвин
Панджви́н (араб. بنجوين‎, курд. Pêncuyin, сорани پێنجوین) — город на северо-востоке Ирака, расположенный на территории мухафазы Сулеймания (автономия Иракский Курдистан).
Административный центр одноимённого округа.

## Географическое положение
Город находится в восточной части мухафазы, в горной местности северо-западного Загроса, вблизи границы с Ираном. Абсолютная высота — 1368 метров над уровнем моря.

Панджвин расположен на расстоянии приблизительно 45 километров к востоку от Сулеймании, административного центра провинции и на расстоянии 280 километров к северо-востоку от Багдада, столицы страны.

## Население
По данным последней официальной переписи 1965 года, население составляло 5 908 человек.
Динамика численности населения города по годам:
| 1965  | 2012   |
| ----- | ------ |
| 5 908 | 33 268 |